# Союз за Европу наций
Союз за Европу наций (англ. Union for Europe of the Nations) — бывшая консервативная фракция Европарламента, с 20 июля 1999 года — преемница ранее существовавшей партии Союз за Европу.
Ликвидирована в 2009 после выборов в Европарламент. Некоторые входившие в неё партии перешли в фракции Европейские консерваторы и реформисты и Европа за свободу и демократию.
Большинство партий-членов СЕН занимало умеренную националистическую ориентацию.

## Партии-участницы на 2009 год
| Государство | Название                                                                            | Число депутатов Европейского парламента (2004—2009) |
| ----------- | ----------------------------------------------------------------------------------- | --------------------------------------------------- |
| Дания       | Датская народная партия (дат. Dansk Folkeparti)                                     | 1                                                   |
| Ирландия    | Фианна Файл (ирл. Fianna Fáil — An Páirtí Poblachtánach)                            | 4                                                   |
| Италия      | Национальный альянс (итал. Alleanza Nazionale)                                      | 8                                                   |
| Италия      | Лига Севера (итал. Lega Nord)                                                       | 4                                                   |
| Италия      | Право (итал. La Destra)                                                             | 1                                                   |
| Латвия      | Отечеству и свободе/ДННЛ (латыш. Tēvzemei un Brīvībai/LNNK)                         | 4                                                   |
| Литва       | Литовский крестьянский народный союз (лит. Lietuvos valstiečių liaudininkų sąjunga) | 1                                                   |
| Литва       | Порядок и справедливость (лит. Tvarka ir teisingumas)                               | 1                                                   |
| Польша      | Право и справедливость (пол. Prawo i Sprawiedliwość)                                | 7                                                   |
| Польша      | Лига польских семей (пол. Liga Polskich Rodzin)                                     | 5                                                   |
| Польша      | Самооборона Республики Польша (пол. Samoobrona Rzeczpospolitej Polskiej)            | 5                                                   |
| Польша      | Польская народная партия «Пяст» (пол. Polskie Stronnictwo Ludowe «Piast»)           | 3                                                   |